# Voiceover
Voiceover, även skrivet VoiceOver, är namnet på en skärmläsare som finns tillgänglig i senare versioner av operativsystemen Mac OS X och iOS. Det är också en talsyntes som finns för Iphone.